# Liste des épisodes de Teen Wolf
La liste des épisodes de Teen Wolf, série télévisée américaine, est constituée de six saisons avec un total de 100 épisodes.

## Panorama des saisons
| Saison | Nombre d'épisodes | Année     | Diffusion originale sur MTV | Diffusion originale sur MTV |
| ------ | ----------------- | --------- | --------------------------- | --------------------------- |
| 1      | 12                | 2011      | 8 juin 2011                 | 15 août 2011                |
| 2      | 12                | 2012      | 3 juin 2012                 | 13 août 2012                |
| 3      | 24                | 2013-2014 | 3 juin 2013                 | 24 mars 2014                |
| 4      | 12                | 2014      | 23 juin 2014                | 8 septembre 2014            |
| 5      | 20                | 2015-2016 | 29 juin 2015                | 8 mars 2016                 |
| 6      | 20                | 2016-2017 | 15 novembre 2016            | 24 septembre 2017           |
| Film 1 | 1                 | 2023      | 26 janvier 2023             | 26 janvier 2023             |

## Liste des épisodes

### Première saison (2011)
MTV a publié un aperçu des huit premières minutes de l’épisode pilote sur son site le 31 mai 2011.
Elle a été diffusée du 8 juin 2011 au 15 août 2011 sur MTV, aux États-Unis.
1. La Morsure (Wolf Moon – Pilot)
2. Transformation incontrôlée (Second Chance at First Line)
3. L’Appel de la meute (Pack Mentality)
4. 48 heures (Magic Bullet)
5. Le Puma (The Tell)
6. Pulsations (Heart Monitor)
7. Une nuit au lycée (Night School)
8. L’Emprise de la Lune (Lunatic)
9. L’Alpha (Wolf’s Bane)
10. Esprit d’équipe (Co-Captain)
11. Le Bal (Formality)
12. Code d’honneur (Code Breaker)

### Deuxième saison (2012)
La deuxième saison a été diffusée du 3 juin 2012 au 13 août 2012 sur MTV, aux États-Unis.
1. L’Omega (Omega)
2. La chasse est ouverte (Shape Shifted)
3. Question de pouvoir (Ice Pick)
4. Abomination (Abomination)
5. Meute contre Meute (Venomous)
6. L’Art de la guerre (Frenemy)
7. Sous contrôle (Restraint)
8. L’Imagination et le Savoir (Raving)
9. L'Anniversaire de Lydia / La Lune des vers (Party Guessed)
10. Furie (Fury)
11. Champ de bataille / Compte à rebours (Battlefield)
12. Les Immortels / Immortels (Master Plan)

### Troisième saison (2013-2014)
La troisième saison sera diffusée en deux parties sur MTV, aux États-Unis. La première l'a été du 3 juin 2013 au 19 août 2013, la deuxième à partir du 6 janvier 2014 sur MTV, aux États-Unis.
1. Plaies ouvertes (Tattoo)
2. Le Risque et la Récompense (Chaos Rising)
3. La Chasse (Fireflies)
4. Prédateur (Unleashed)
5. Tensions (Frayed)
6. Motel California (Motel California)
7. Les Guérisseurs (Currents)
8. Œil pour œil (Visionary)
9. La Fille qui en savait trop (The Girl Who Knew Too Much)
10. Laissés pour compte (The Overlooked)
11. Le Nemeton (Alpha Pact)
12. Éclipse lunaire (Lunar Ellipse)
13. Ancrage (Anchors)
14. Malia (More Bad Than Good)
15. Musca (Galvanize)
16. La Marque (Illuminated)
17. Doigt d'argent (Silverfinger)
18. L'Énigme (Riddled)
19. Poison (Letharia Vulpina)
20. Eichen House (Echo House)
21. Le Renard et le loup (The Fox and the Wolf)
22. Dans la tête de Stiles (De-Void)
23. Insatiable (Insatiable)
24. Le Coup divin (The Divine Move)

Source des titres originaux,

### Quatrième saison (2014)
Annoncé lors du Comic-Con de New York le 12 octobre 2013, la série a été renouvelée pour une quatrième saison composée de douze épisodes. Elle est diffusée depuis le 23 juin 2014 sur MTV, aux États-Unis.
1. La Lune sombre (The Dark Moon)
2. 117 (117)
3. Sourd (Muted)
4. Le Bienfaiteur (The Benefactor)
5. Liam (I.E.D)
6. Orphelins (Orphaned)
7. Bien armé (Weaponized)
8. L'heure est venue (Time of Death)
9. Périssable (Perishable)
10. Les Monstres (Monstrous)
11. La Promesse pour la mort  (A Promise to the Dead)
12. Fumée et Miroirs (Smoke and Mirrors)

### Cinquième saison (2015-2016)
Le 24 juillet 2014, la série a été renouvelée pour une cinquième saison de vingt épisodes. Elle a été diffusée du 29 juin 2015 au 8 mars 2016 sur MTV, aux États-Unis.
1. Les Créatures de la nuit (Creatures of the Night)
2. Terreurs nocturnes (Parasomnia)
3. En plein rêve (Dreamcatchers)
4. Phase terminale (Condition Terminal)
5. Tout un roman (A Novel Approach)
6. Le Livre de la mort (Required Reading)
7. Mauvaises Fréquences (Strange Frequencies)
8. Ouroboros (Ouroboros)
9. Mensonges par omission (Lies of Omission)
10. Asthme sévère (Status Asthmaticus)
11. La Dernière Chimère (The Last Chimera)
12. Damnatio Memoriae (Damnatio Memoriae)
13. Codominance (Codominance)
14. Le Sabre et l'Esprit (The Sword and the Spirit)
15. Pouvoirs sans limite (Amplification)
16. D'une meute à l'autre (Lie Ability)
17. Menace imminente (A Credible Threat)
18. La Servante du Gévaudan (The Maid of Gévaudan)
19. La Bête de Beacon Hills (The Beast of Beacon Hills)
20. Apothéose (Apotheosis)

### Sixième saison (2016-2017)
Le 9 juillet 2015, la série a été renouvelée pour une sixième et dernière saison de vingt épisodes. Elle a été diffusée du 15 novembre 2016, au 24 septembre 2017 sur MTV, aux États-Unis.
1. Souvenir perdu (Memory Lost)
2. Superposition (Superposition)
3. Crépuscule (Sundowning)
4. Reliques (Relics)
5. Silence radio (Radio Silence)
6. Ville fantôme (Ghosted)
7. Sans cœur (Heartless)
8. Guerre éclair (Blitzkrieg)
9. Souviens-toi (Remember)
10. La Dernière Chevauchée (Riders on the Storm)
11. Le Roi des rats (Said the Spider to the Fly)
12. Talent brut (Raw Talent)
13. Les Images fantômes (After Images)
14. Sans visage (Face-to-Faceless)
15. Bras de fer (Pressure Test)
16. Le Déclencheur (Triggers)
17. Les Loups-garous de Londres (Werewolves of London)
18. Génotype (Genotype)
19. Nuit de cristal (Broken Glass)
20. Carnage ! (The Wolves of War)Le film 1 (2023)

En 2021, il est annoncé que la série Teen Wolf aura droit à un film sequel, 7 ans plus tard après la fin de la saison 6. Il sera diffusé le samedi 26 janvier 2023, aux États-Unis. Le jour du lancement de Wolf Pack, la première série dérivée de Ten Wolf.
Source titres originaux
Source titres français